# Abuccus
Abuccus war ein antiker römischer Toreut (Metallbildner), wahrscheinlich in der zweiten Hälfte des 1. Jahrhunderts in Gallien tätig.
Abuccus ist heute nur noch aufgrund eines Signaturstempels auf einer Bronzekasserolle bekannt. Diese wurde 1942 in Llanberis in Caernarfonshire in Wales im antiken römischen Kastell Segontium (Fort Caernarvon) gefunden. Heute befindet sich das Stück im Museum of Welsh Antiquities in Bangor. Die Signatur lautet lateinisch ABVCCV[S F], Abuccus f(ecit), Abaccus hat es gemacht. Das Cognomen Abuccus ist wohl aus dem Keltischen übernommen.

## Einzelbelege
1. ↑  Inventarnummer ?; Richard Petrovszky: Studien zu römischen Bronzegefäßen mit Meisterstempeln. Leidorf, Buch am Erlbach 1993, S. 188, Nr. A.01.01.

| Personendaten    | Personendaten                              |
| ---------------- | ------------------------------------------ |
| NAME             | Abuccus                                    |
| KURZBESCHREIBUNG | antiker römischer Toreut                   |
| GEBURTSDATUM     | 1. Jahrhundert v. Chr. oder 1. Jahrhundert |
| STERBEDATUM      | 1. Jahrhundert oder 2. Jahrhundert         |